# Papio
Papio (Erxleben, 1777) è un genere di scimmie della famiglia Cercopithecidae, le cui specie sono note comunemente come babbuini o paviani.

## Descrizione
I babbuini mostrano un netto dimorfismo sessuale: i maschi pesano circa il doppio delle femmine, hanno canini più sviluppati e, in alcune specie, una vistosa criniera sul collo e le spalle. La lunghezza del corpo può variare tra 40 e 110 cm, quella della coda può raggiungere 80 cm. Nella specie di maggiori dimensioni (P. ursinus), il peso può superare i 30 kg.
Ambedue i sessi hanno un pronunciato muso canino, occhi ravvicinati e una forte mascella. Il muso e le natiche sono glabri. Il colore dipende dalla specie e dal sesso: può essere giallastro, oliva, marrone e argenteo.

## Distribuzione e habitat
Il genere è presente in quasi tutta l'Africa, mancando solo nella parte nordoccidentale del continente. Inoltre una specie (l'amadriade) vive anche in alcune zone della penisola arabica.
Gli habitat sono la savana, la steppa, zone semidesertiche o rocciose e la foresta rada.

## Biologia
L'attività è diurna e si svolge principalmente al suolo, dove l'andatura è quadrupede. I babbuini sono però anche ottimi arrampicatori. Vivono in branchi, che possono contenere da 5 a 250 individui. 

### Alimentazione
Sono animali onnivori, la cui dieta è costituita prevalentemente di vegetali: frutta, foglie, erba, semi e radici. La dieta include anche insetti e piccoli vertebrati. In qualche caso si cibano anche di mammiferi, fino alle dimensioni di cuccioli di gazzella.

### Comportamento sociale

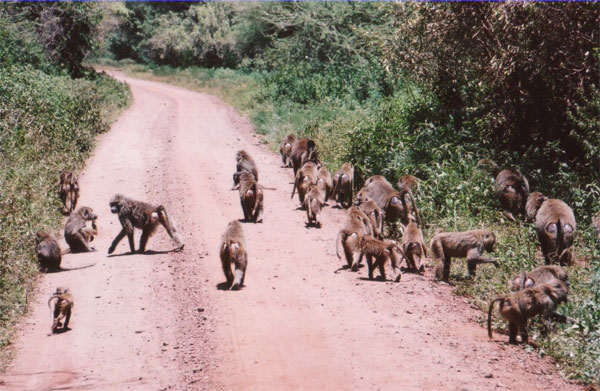
Babbuini su una strada in Tanzania

Le dimensioni dei branchi dipendono sia dalla specie sia dalle risorse disponibili. Esistono due possibili tipologie: branchi misti, formati da più maschi adulti, un maggior numero di femmine e cuccioli, e gruppi poligamici, nei quali è presente un solo maschio adulto. Le femmine trascorrono tutta la vita nel branco in cui nascono, mentre i maschi se ne allontanano al sopraggiungere della maturità sessuale. Entrambi i sessi rispettano una rigida gerarchia, che regola sia l'accesso al cibo e alle altre risorse sia l'attività di tolettatura (lo spulciarsi, in inglese grooming), che ha una notevole importanza e consiste nel prendersi cura di chi è superiore nella scala gerarchica. Scontri tra branchi per l'accesso alle risorse non sono rari e si risolvono con combattimenti tra maschi.
Diversi aspetti comportamentali di un gruppo di babbuini del Kenya sono descritti dallo studioso Robert Sapolsky nel libro Diario di un uomo scimmia.

### Comunicazione
I babbuini comunicano tra loro con complessi sistemi sia vocali che gestuali.

### Riproduzione e sviluppo

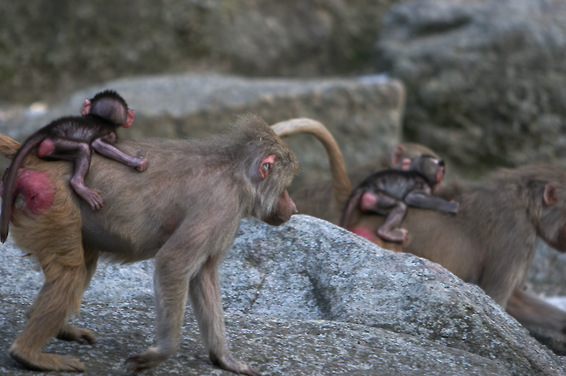
Femmine con piccoli

Le femmine entrano in calore circa una volta al mese e sono disposte ad accoppiarsi per una sola settimana. Questo periodo è ben riconoscibile a causa dell'ingrossamento delle callosità ischiatiche, che si rigonfiano diventando di un colore rosso violaceo. L'accoppiamento avviene in genere per iniziativa della femmina, che mostra al maschio le parti posteriori; nei primi giorni dell'estro avviene in genere con maschi gerarchicamente inferiori; verso la fine, all'apice delle possibilità di concepire, in genere con il maschio alfa. 
Normalmente, le femmine partoriscono un unico figlio, dopo una gestazione di circa sette mesi. Il piccolo è in grado di attaccarsi immediatamente al pelo del ventre della madre; in questo modo, può essere trasportato facilmente durante gli spostamenti del branco. Per i primi quattro mesi di vita del cucciolo, coincidenti con il periodo dell'allattamento, i rapporti con la madre restano molto stretti; successivamente, il giovane inizia ad allontanarsi, ed impara gradualmente a giocare con i suoi coetanei.
Non sono solamente le madri a prendersi cura dei figli, bensì tutti gli appartenenti al branco; in particolare, i grossi maschi adulti badano alla difesa degli individui più deboli.

### Predatori
La vita sociale e i grandi canini difendono i babbuini adulti dalla maggior parte dei predatori della savana, esclusi i leoni. I babbuini che vanno ad abbeverarsi possono cadere vittime dei coccodrilli del Nilo in agguato.
Non di rado possono cadere preda anche di scimpanzé e pitoni.
I cuccioli lasciati incustoditi possono cadere preda di iene, licaoni, sciacalli e ghepardi.
Il predatore col quale i babbuini esprimono il comportamento più articolato è sicuramente il leopardo, loro ancestrale nemico da milioni di anni e probabilmente la loro principale nemesi. Quando il grande felino viene avvistato dal branco, i grandi maschi adulti gli vanno incontro, spalleggiati dai giovani maschi, sbadigliando e mostrando l'impressionante dentatura; se ciò non è sufficiente, fra le scimmie e la belva si scatena una terribile battaglia, che termina nei casi più cruenti con la morte del carnivoro. Tuttavia, la maggior parte dei leopardi abbandona lo scontro davanti alle intimidazioni dei babbuini, per evitare infortuni. Per tale ragione, il leopardo insidia maggiormente gli esemplari giovani ed isolati, ed agisce soprattutto di notte, quando i babbuini dormono, approfittando delle sue grandi doti da scalatore, rapendoli dai loro nidi notturni e uccidendoli con un preciso morso alla gola. Solo i grossi leopardi maschi sono in grado di affrontare e uccidere un maschio adulto e sano (e solitario) di babbuino in pieno giorno.

## Tassonomia

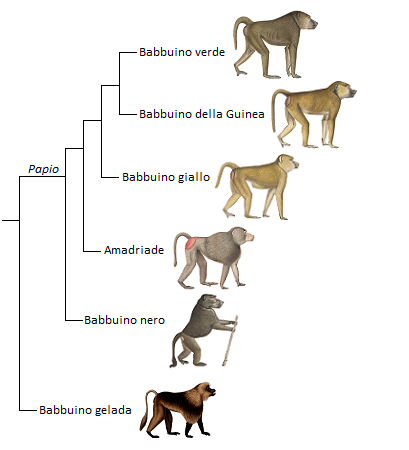
Albero filogenetico dei babbuini odierni

Fanno parte del genere Papio, le seguenti specie:
- Papio hamadryas  - amadriade
- Papio papio  - babbuino della Guinea
- Papio anubis  - babbuino verde
- Papio cynocephalus  - babbuino giallo
- Papio ursinus  - babbuino nero

Nell'uso scientifico moderno, solo i membri del genere Papio sono chiamati babbuini, ma precedentemente l'affine genere Theropithecus (chiamato "babbuino gelada") e le due specie di Mandrillus erano raggruppati sotto lo stesso genere.